# Allegro K 1b
L'Allegro K 1b è un brano musicale per clavicembalo composto da Wolfgang Amadeus Mozart a Salisburgo nei primi mesi del 1761, all'età di cinque anni.

## Descrizione
Questo brano musicale, in base al numero di catalogazione nell'ultima edizione del catalogo Köchel, è la seconda composizione di Mozart. La sua partitura si trova nel cosiddetto Nannerl Notenbuch, un piccolo quaderno che Leopold Mozart utilizzava per insegnare musica ai suoi figli. L'originale è scritto dalla mano dello stesso Leopold, giacché il piccolo Wolfgang non era ancora in grado di scrivere le note da solo.
Si tratta di un brano assai breve, di sole dodici battute in 2/4, nella tonalità di Do maggiore.
Al contrario dell'Andante K 1a, questa composizione non è basata su frasi ripetute. Essa inizia con una scala ascendente nella mano destra, dalla dominante (sol) alla modale (mi), con crome nei tempi forti della battuta, mentre la mano sinistra esegue un contrappunto nei tempi deboli. Dopo aver raggiunto il punto culminante, la linea melodica della mano destra torna a scendere in una serie di crome e semicrome, accompagnata da un basso molto semplice. Curiosamente la cadenza finale trova posto fra l'ottava e la nona battuta: nelle ultime quattro battute (9-12) viene introdotta una serie di ripetizioni variate di una triade di Do maggiore.